# Place du Général-de-Gaulle (Metz)
Die Place du Général-de-Gaulle ist ein Platz vor dem Hauptbahnhof der französischen Stadt Metz im Département Moselle und der Region Grand Est.

## Lage
Der Platz liegt im gründerzeitlichen Bahnhofsviertel der Stadt Metz – französisch auch Quartier impérial – direkt vor dem Metzer Hauptbahnhof.

## Geschichte und Namensherkunft
Der Platz trug ursprünglich den Namen Bahnhofsplatz und entstand im 19. Jahrhundert. Er wurde in seiner heutigen Form als Hauptprojekt von Bernard Huet unter dem Aspekt einer Gesamtinszenierung seines Umfeldes umgestaltet. Ziel war es eine überschaubare Gesamtgestaltung zwischen dem Bahnhofsgebäude und dem davor liegenden zentralen Busbahnhof der Stadt Metz zu schaffen.
Seit 2013 fährt auf dem Platz auch der Mettis ab. Dabei handelt es sich um eine Busbahn, die zwar auf eigener Trasse fährt und straßenbahnähnliche Fahrzeuge nutzt, aber keine Gleise und Oberleitung hat. Die neue Haltestelle des Systems und die Bustrasse wurden bei der Planung sehr gut in das Platzumfeld integriert.

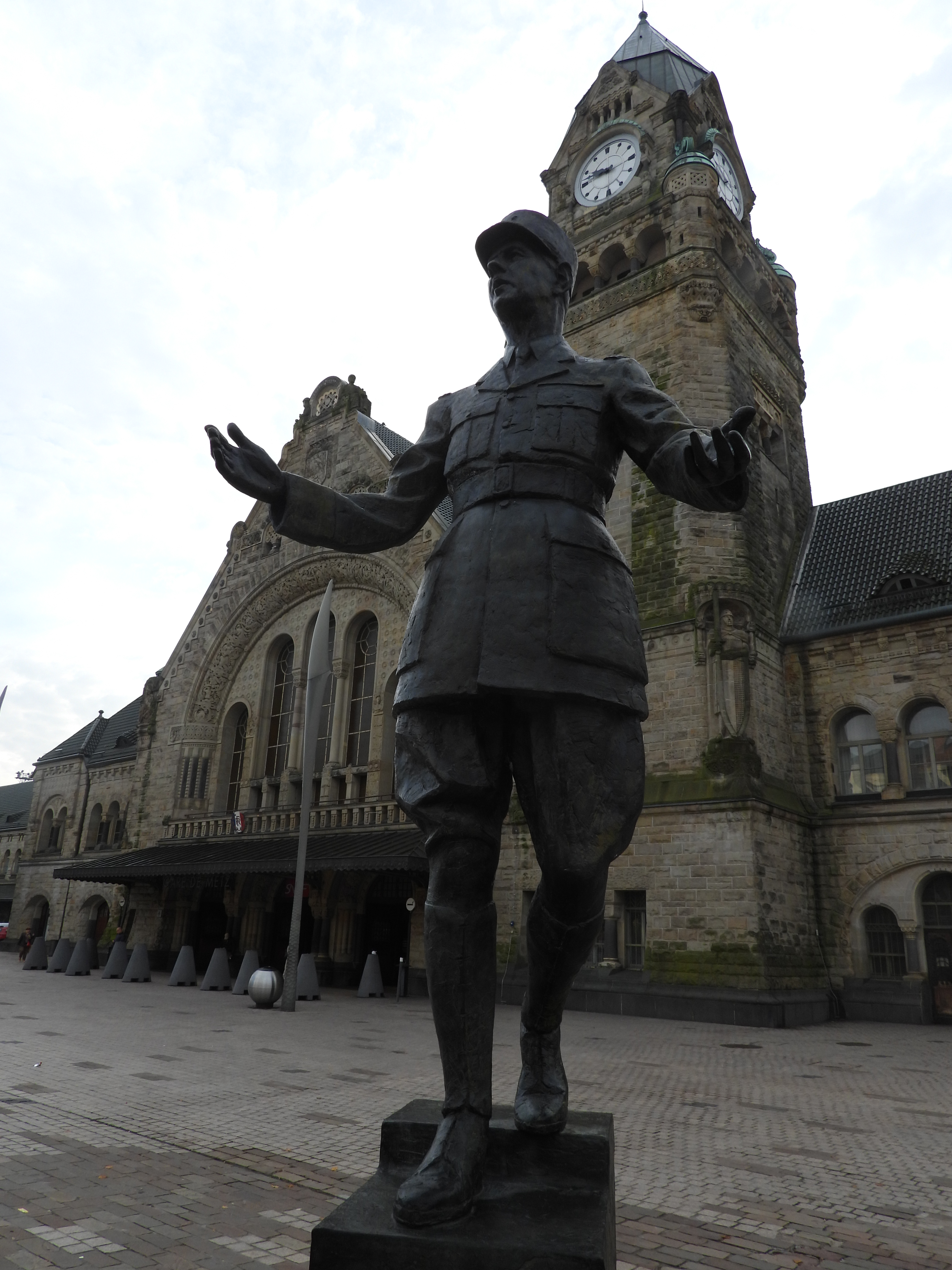
La statue de Charles de Gaulle

Der Platz wurde nach dem französischen General, Widerstandskämpfer und Staatsmann sowie Präsidenten Charles de Gaulle (1890–1970) benannt. Am 17. Januar 2021 wurde auf dem Platz eine Statue des Namensgebers eingeweiht.

## Gebäude am Platz
Unmittelbar am Platz steht das im Jugendstil erbaute Gebäude des Metzer Hauptbahnhofs, das am 21. Dezember 1981 zum „schönsten Bahnhof Frankreichs“ gewählt wurde. Ein weiteres Bauwerk am Platz ist das Hauptpostamt (französisch Hôtel de la Poste), ein Backsteingebäude im neoromanischen Stil, das im Jahr 1905 von deutschen Stadtplanern erbaut wurde. Unweit vom Platz befindet sich auch ein Wasserturm.

### Galerie

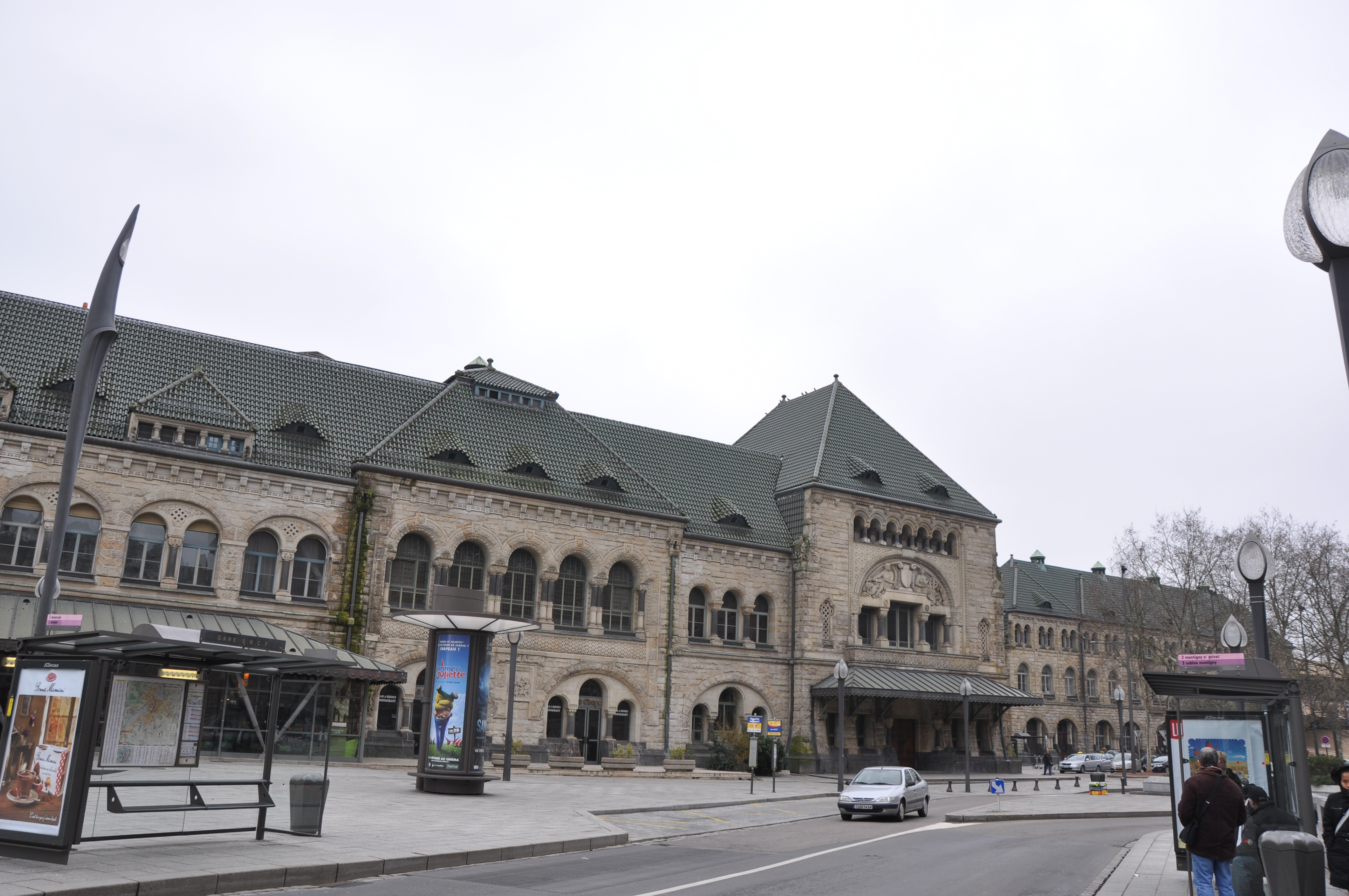
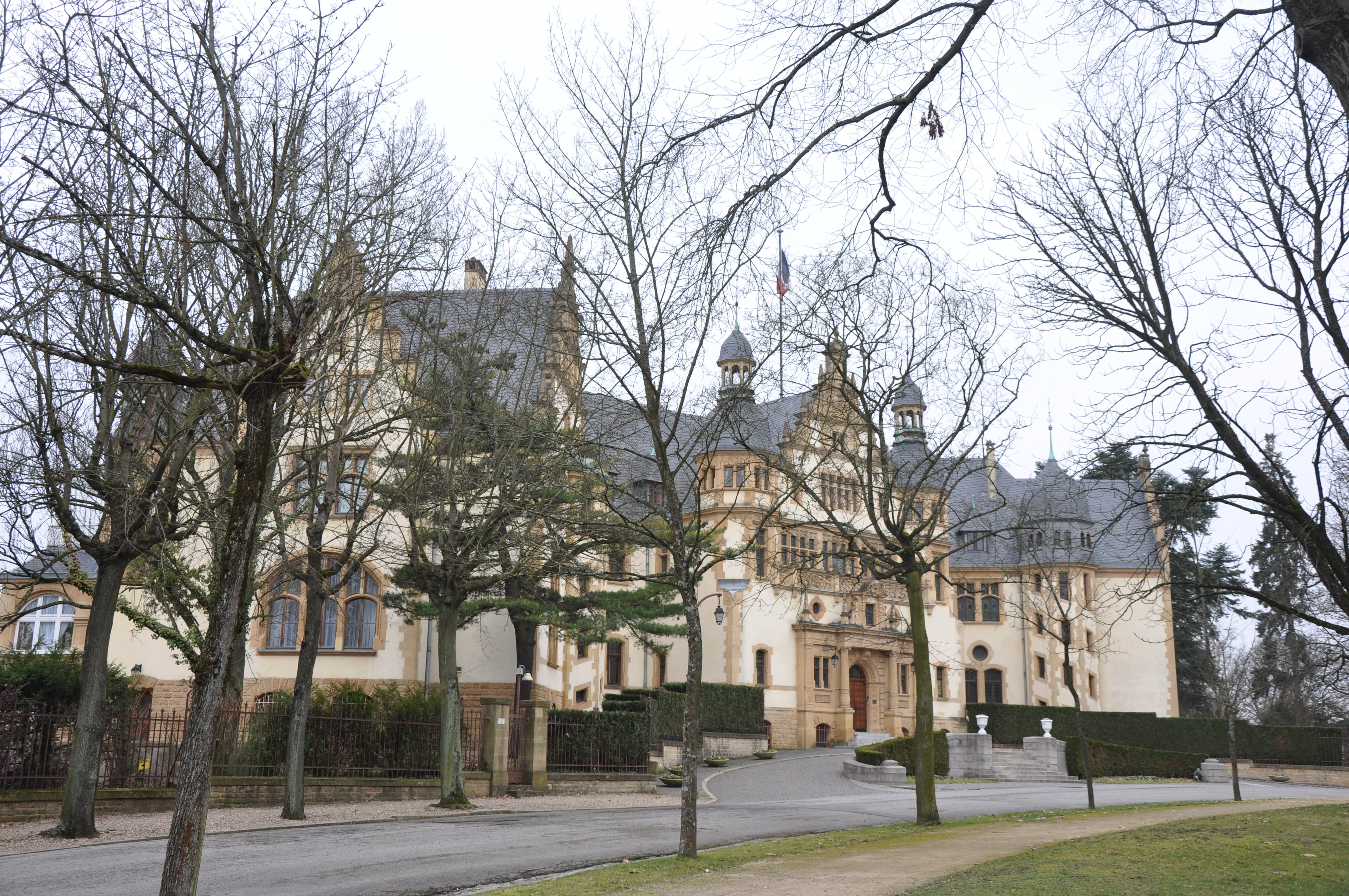
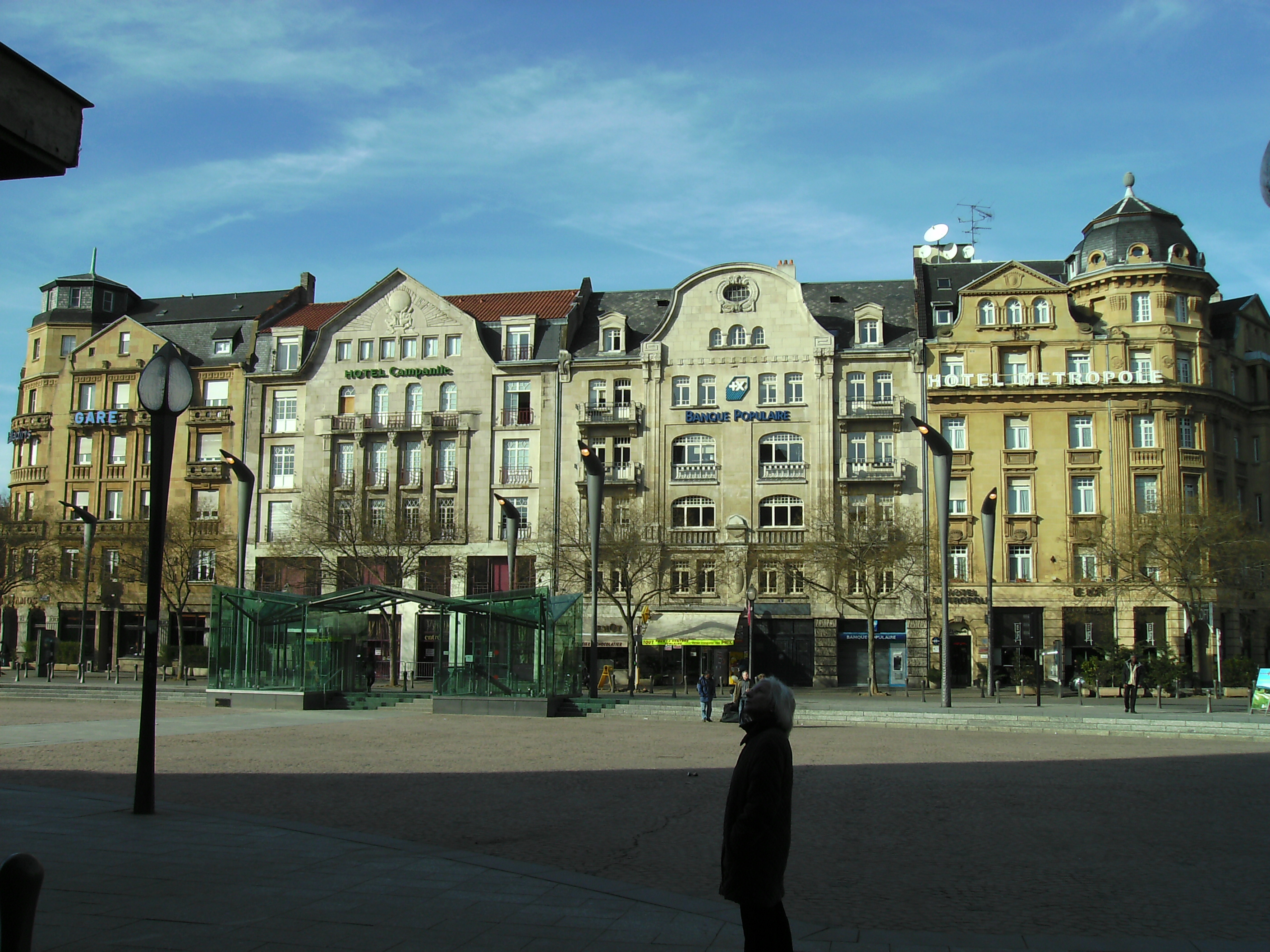
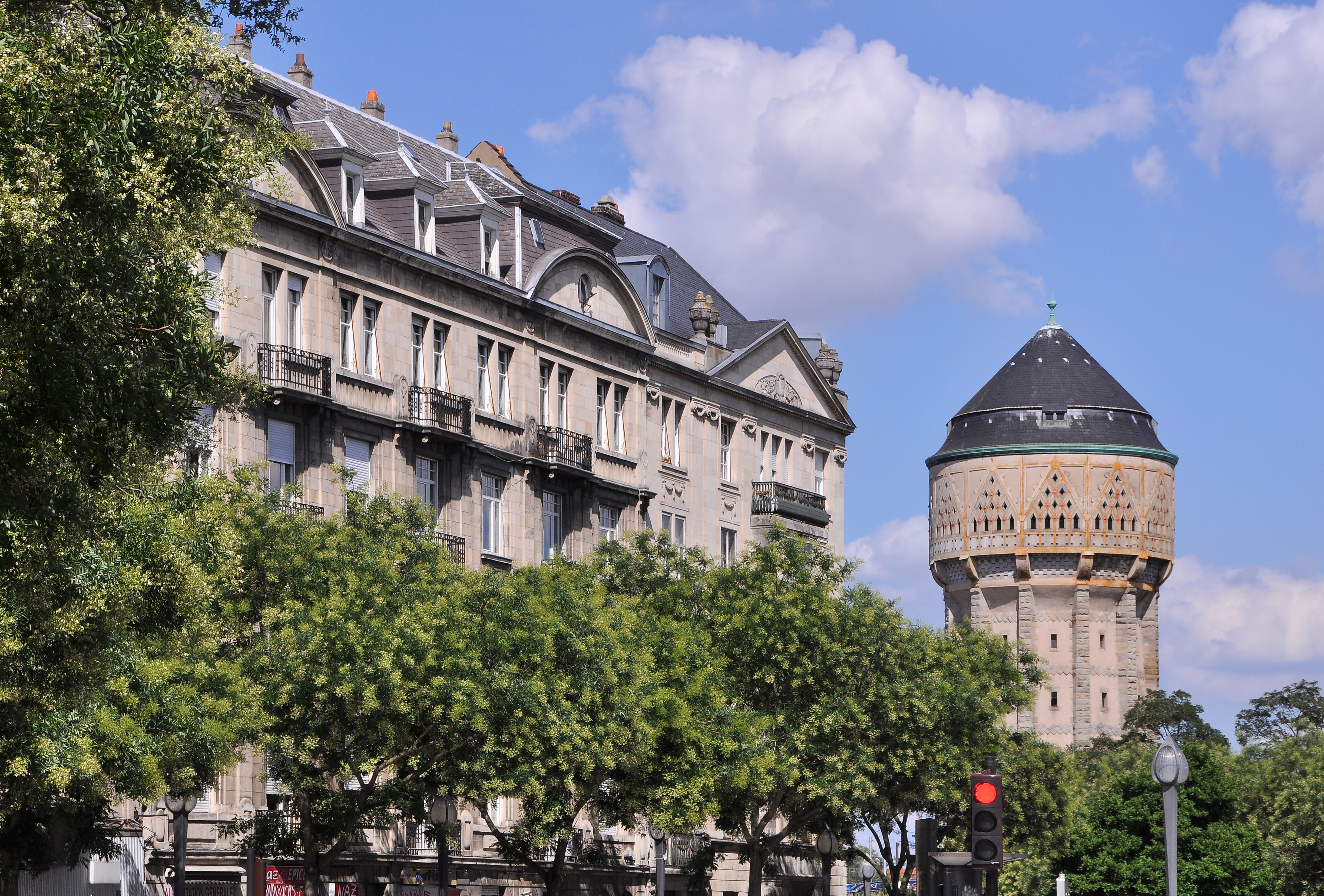